# Witwe von Sarepta

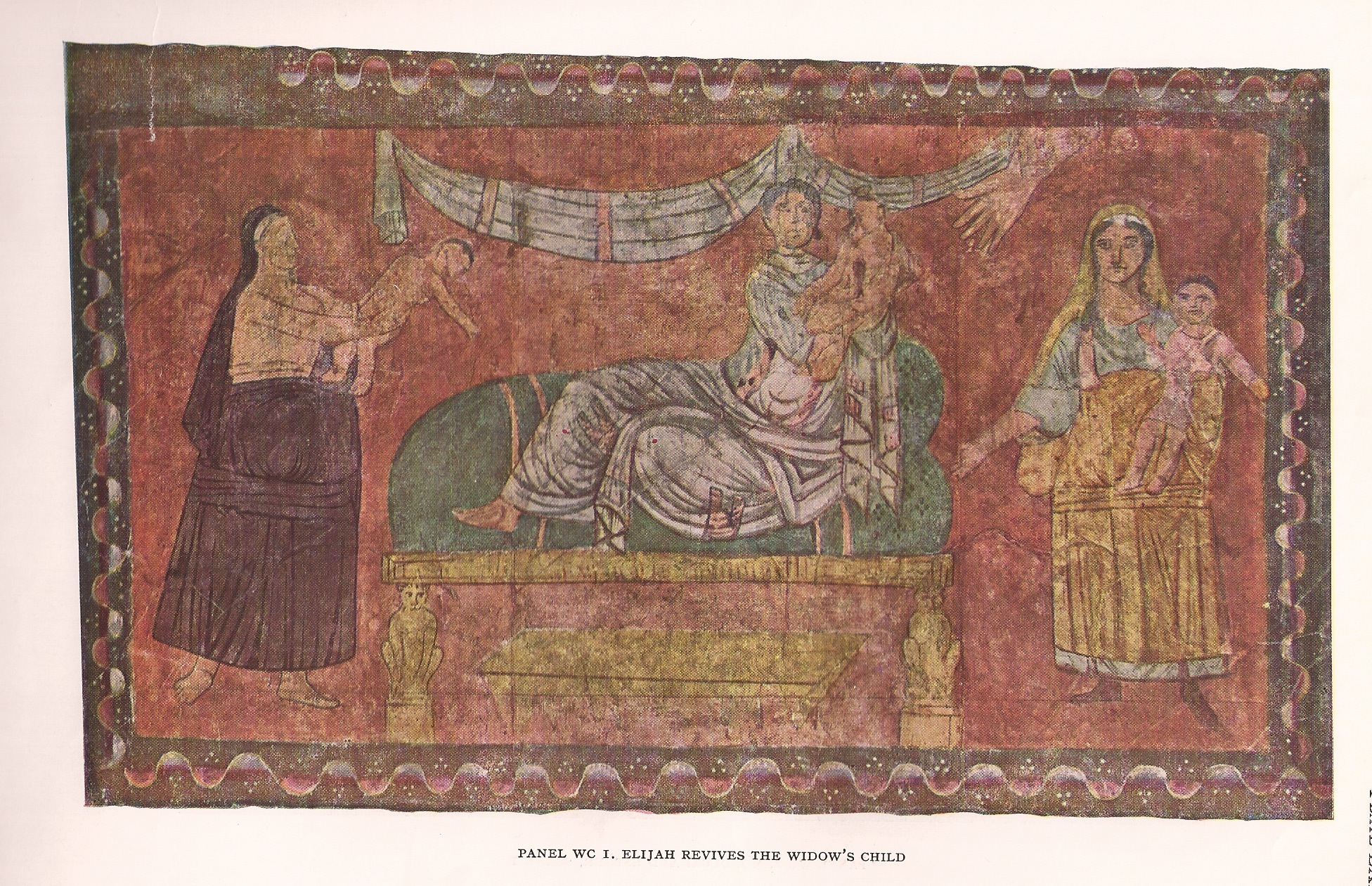
Elia erweckt das Kind der Witwe. Wandmalerei aus Dura Europos, 245–256 n. Chr., Nationalmuseum Damaskus

Die Witwe von Sarepta ist eine Gestalt aus dem Alten Testament, der durch den Propheten Elija zweimal durch Wunder geholfen wird. Der biblische Ort mit dem griechischen Namen Sarepta (Σαρεπτα), hebräisch Ṣārpat (צָרְפַת), englisch auch Zarephath oder Zarpat, lag an der phönizischen Mittelmeerküste zwischen Sidon und Tyrus im heutigen Libanon, heute Sarafand.

## Biblische Erzählung
Altes Testament, Buch der Könige: Während einer großen Trockenheit wurde der Prophet Elija von der Stimme Gottes nach Sarepta gesandt, um dort bei einer Witwe seinen Hunger zu stillen. Er traf sie vor dem Ort bei der Holzlese an und bat sie um Wasser und Brot. Doch die arme Frau hatte nur eine Handvoll Mehl und wenig Öl. Gott aber bewirkte durch Elija, dass das Mehl im Topf und das Öl im Krug nicht versiegte, „bis auf den Tag, an dem der Herr es regnen lassen wird auf Erden“. Unmittelbar darauf wird vom Sterben des Sohnes der Witwe berichtet. Da gelang es dem Propheten mit der Hilfe Gottes, den Jungen ins Leben zurückzuholen.
Im Neuen Testament nahm Jesus, so berichtet der Evangelist Lukas, auf dieses Ereignis Bezug, um hervorzuheben, dass Gott nicht einer Israelitin, sondern der fremden, phönizischen Frau gnädig gewesen sei.

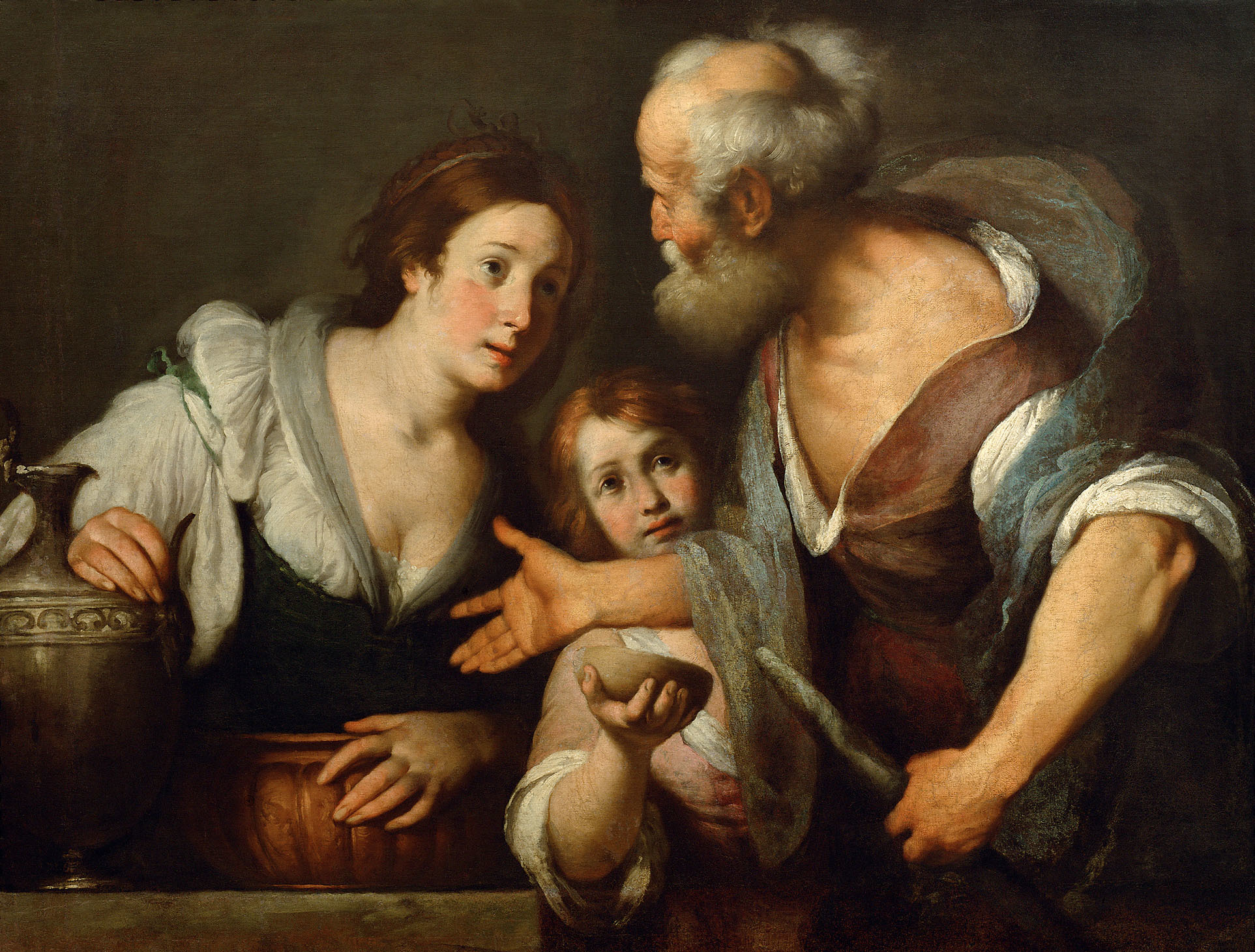
Bernardo Strozzi: Elias und die Witwe von Sarepta, um 1630–40. Kunsthistorisches Museum Wien.

## Ikonographie
Beide Wunderszenen sind bereits in der ältesten Elia-Bilderfolge in der Synagoge von Dura Europos (Syrien, 245–256 n. Chr.) vertreten. Seit dem 11. Jahrhundert gehört die Szene der Begegnung zwischen Elija und der Witwe zu den häufigeren typologischen Bildmotiven. Die aufgelesenen „ein oder zwei Scheite Holz“ werden dabei als Vorausdeutung auf das Kreuzesholz gesehen, die von ihr bereitete Speise als Präfiguration der Eucharistie oder, so in der Armenbibel, als Parallele zur Speisung der Fünftausend. Die Heilung des bereits leblosen Sohnes der Witwe steht neben der Auferweckung des Lazarus.

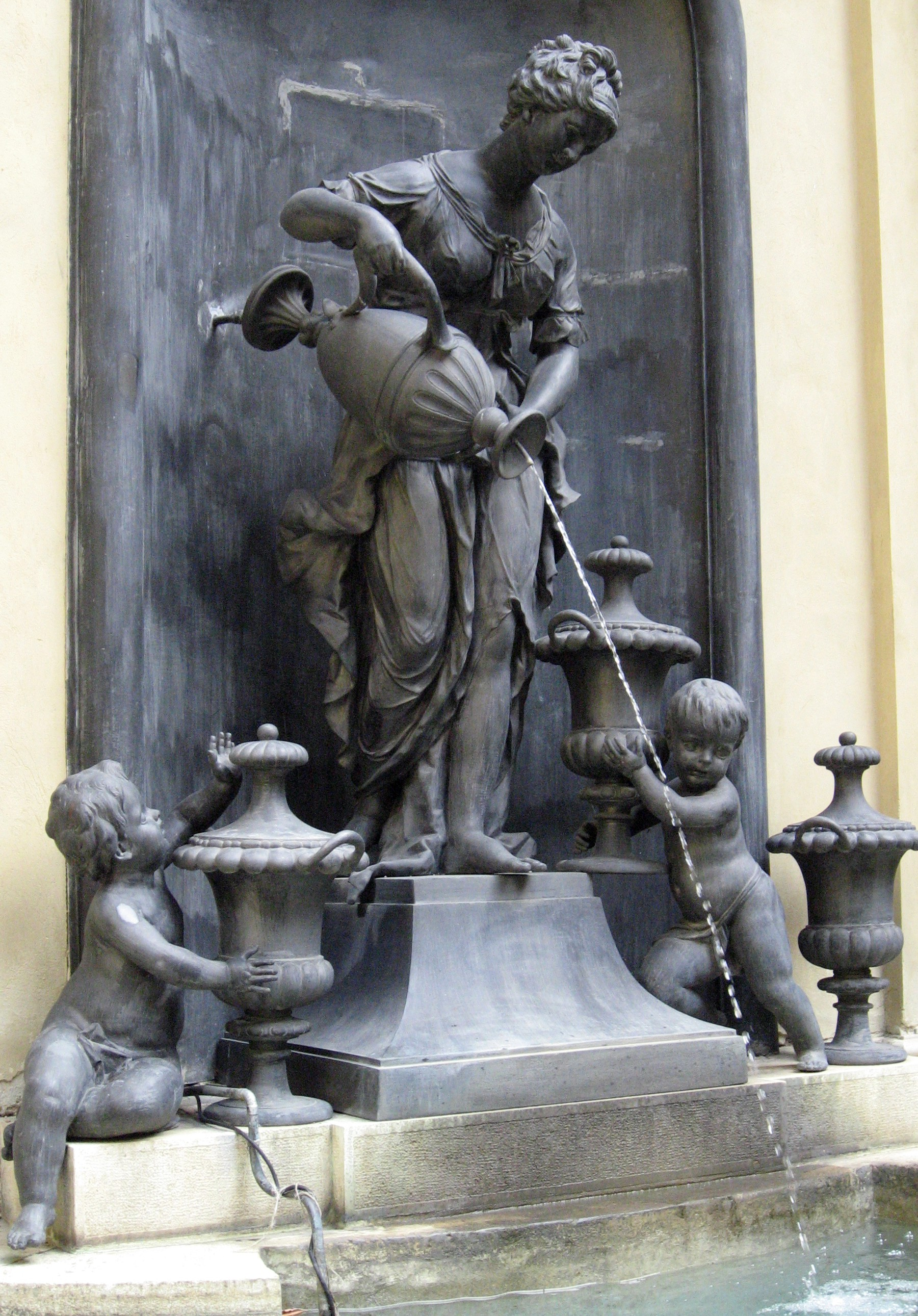
Witwe-von-Sarepta-Brunnen, 1770, Wien

Nachmittelalterlich sind Einzelszenen mit Elia und der Witwe vor allem in der niederländischen Kunst des 16. bis 17. Jahrhunderts anzutreffen. Ein populäres späteres Werk ist der Witwe-von-Sarepta-Brunnen in Wien, ein 1770 von Franz Xaver Messerschmidt geschaffener figürlicher Brunnen in Wien, der die biblische Gestalt in rokokohafter Unbekümmertheit mit ihren Ölkrügen darstellt.